# Conference League 2023-2024
Sezonul 2023-2024 al UEFA Europa Conference League a fost cea de-a treia ediție a UEFA Europa Conference League, a treia competiție fotbalistică intercluburi ca valoare din Europa organizată de UEFA.
Finala s-a disputat pe stadionul Agia Sofia din Atena, Grecia. Aceasta a fost câștigată de Olympiacos, care a învins-o pe Fiorentina cu 1-0 după prelungiri, și s-a calificat astfel în faza ligii UEFA Europa League 2024-2025.
Această ediție a fost ultimul sezon cu formatul actual de 32 de echipe care participă în faza grupelor, după ce UEFA a anunțat că va fi introdus un nou format pentru ediția următoare. Din cauza modificării formatului, niciun club nu va putea fi transferat în UEFA Europa Conference League sub sistemul elvețian, iar câștigătorul acestei ediții nu își va putea apăra titlul. De asemenea, această ediție a fost ultima sub actuala denumire, deoarece a fost redenumită în UEFA Conference League începând cu sezonul 2024-2025. Potrivit UEFA, noua denumire a competiției ar permite dezvoltarea în continuare ca o competiție de sine stătătoare în cercetarea lor în rândul fanilor și al partenerilor comerciali.
În calitate de deținătoare a titlului, West Ham United s-a calificat în UEFA Europa League 2023-2024. Nu a putut să își apere trofeul deoarece s-a calficat în faza eliminatorie a Europa League.

## Alocarea echipelor
Un total de 177 de echipe din 54 din cele 55 de asociații membre UEFA (cu excepția Federației Ruse) au participat la această ediție a turneului. Coeficientul țărilor UEFA a fost utilizat pentru a determina numărul de echipe participante pentru fiecare asociație:
- Asociațiile de pe primele 5 locuri au avut fiecare o echipă calificată.
- Asociațiile de pe locurile 6–16 (cu excepția Rusiei)[Notă RUS] și cele de pe locurile 51–55 au avut fiecare câte două echipe calificate.
- Asociațiile poziționate pe locurile 17–50 (cu excepția Liechtensteinului)[Notă LIE] au avut fiecare câte trei echipe calificate.
- Liechtenstein a avut o singură echipă care s-a calificat, deoarece a organizat doar o cupă națională și nicio ligă națională.
- De altfel, 18 echipe eliminate din Liga Campionilor UEFA 2023–24 și 25 de echipe eliminate din UEFA Europa League 2023–24 au fost transferate în Europa Conference League.

### Clasamentul asociațiilor
Locurile pentru UEFA Europa Conference League 2023–24 a fost alocate asociațiilor în funcție de coeficientul UEFA din 2022, care a luat în considerare performanța lor în competițiile europene din sezonul 2017–18 până în sezonul 2021–22.
În afară de alocarea pe baza coeficientului, asociațiile și federațiile au avut posibilitatea de a avea echipe în plus care participă în Europa Conference League, după cum se menționează mai jos:
- (UCL) - Echipe suplimentare transferate din Liga Campionilor UEFA
- (UEL) - Echipe suplimentare transferate din UEFA Europa League

| Poziție | Federație     | Coef.   | Echipe | Note       |
| ------- | ------------- | ------- | ------ | ---------- |
| 1       | Anglia        | 106.641 | 1      |            |
| 2       | Spania        | 96.141  | 1      | +1 (UEL)   |
| 3       | Italia        | 76.902  | 1      |            |
| 4       | Germania      | 75.213  | 1      |            |
| 5       | Franța        | 60.081  | 1      |            |
| 6       | Portugalia    | 53.382  | 2      |            |
| 7       | Țările de Jos | 49.300  | 2      | +1 (UEL)   |
| 8       | Austria       | 38.850  | 2      | +1 (UEL)   |
| 9       | Scoția        | 36.900  | 2      | +1 (UEL)   |
| 10      | Rusia         | 34.482  | 0      | [Notă RUS] |
| 11      | Serbia        | 33.375  | 2      | +1 (UEL)   |
| 12      | Ucraina       | 31.800  | 2      | +2 (UEL)   |
| 13      | Belgia        | 30.600  | 2      | +2 (UEL)   |
| 14      | Elveția       | 29.675  | 2      | +2 (UEL)   |
| 15      | Grecia        | 28.200  | 2      | +1 (UEL)   |
| 16      | Cehia         | 27.800  | 2      |            |
| 17      | Norvegia      | 27.250  | 3      | +1 (UEL)   |
| 18      | Danemarca     | 27.175  | 3      |            |
| 19      | Croația       | 27.150  | 3      | +1 (UEL)   |

| Poziție | Federație             | Coef.  | Echipe | Note     |
| ------- | --------------------- | ------ | ------ | -------- |
| 20      | Turcia                | 27.100 | 3      |          |
| 21      | Cipru                 | 26.375 | 3      |          |
| 22      | Israel                | 24.375 | 3      | +1 (UEL) |
| 23      | Suedia                | 22.875 | 3      |          |
| 24      | Bulgaria              | 19.500 | 3      | +1 (UEL) |
| 25      | România               | 17.150 | 3      | +1 (UCL) |
| 26      | Azerbaidjan           | 17.000 | 3      |          |
| 27      | Ungaria               | 16.375 | 3      | +1 (UCL) |
| 28      | Polonia               | 15.875 | 3      |          |
| 29      | Kazahstan             | 15.750 | 3      | +1 (UEL) |
| 30      | Slovacia              | 15.625 | 3      | +1 (UEL) |
| 31      | Slovenia              | 15.000 | 3      | +1 (UEL) |
| 32      | Belarus               | 12.500 | 3      | +1 (UEL) |
| 33      | Republica Moldova     | 11.250 | 3      |          |
| 34      | Lituania              | 10.000 | 3      | +1 (UEL) |
| 35      | Bosnia și Herțegovina | 9.125  | 3      | +1 (UEL) |
| 36      | Finlanda              | 8.875  | 3      | +1 (UEL) |
| 37      | Luxemburg             | 8.750  | 3      | +1 (UCL) |
| 38      | Letonia               | 8.625  | 3      | +1 (UCL) |

| Poziție | Federație         | Coef. | Echipe | Note       |
| ------- | ----------------- | ----- | ------ | ---------- |
| 39      | Kosovo            | 8.166 | 3      | +1 (UCL)   |
| 40      | Republica Irlanda | 8.125 | 3      | +1 (UCL)   |
| 41      | Armenia           | 8.125 | 3      | +1 (UCL)   |
| 42      | Irlanda de Nord   | 8.083 | 3      | +1 (UCL)   |
| 43      | Albania           | 8.000 | 3      | +1 (UCL)   |
| 44      | Insulele Feroe    | 7.250 | 3      | +1 (UEL)   |
| 45      | Estonia           | 7.041 | 3      | +1 (UCL)   |
| 46      | Malta             | 7.000 | 3      | +1 (UCL)   |
| 47      | Georgia           | 7.000 | 3      | +1 (UCL)   |
| 48      | Macedonia de Nord | 7.000 | 3      | +1 (UCL)   |
| 49      | Liechtenstein     | 6.500 | 1      | [Notă LIE] |
| 50      | Țara Galilor      | 5.500 | 3      | +1 (UCL)   |
| 51      | Gibraltar         | 5.416 | 2      | +1 (UCL)   |
| 52      | Islanda           | 5.375 | 2      | +1 (UEL)   |
| 53      | Muntenegru        | 4.875 | 2      | +1 (UCL)   |
| 54      | Andorra           | 4.665 | 2      | +1 (UCL)   |
| 55      | San Marino        | 1.332 | 2      | +1 (UCL)   |

Note
1. ^ Liechtenstein (LIE): Cele șapte echipe afiliate la Asociația de Fotbal a Liechtensteinului (LFV) joacă toate în sistemul elvețian de fotbal. Singura competiție organizată de LFV este Cupa Liechtensteinului, câștigătorii cărora se califică în UEFA Europa Conference League.
2. ^ Rusia (RUS): La 28 februarie 2022, cluburile de fotbal rusești și echipele naționale au fost suspendate din competițiile FIFA și UEFA din cauza invaziei ruse a Ucrainei din 2022.[8][9]

## Calendar
Programul competiției a fost următorul. Meciurile au fost programate să se desfășoare joia (în afară de finală, care a avut loc într-o miercuri) deși în mod excepțional ele au putut avea loc și marți sau miercuri din cauza conflictelor de programare.
| Faza              | Runda                        | Data tragerii la sorți | Manșa tur                                  | Manșa retur                                |
| ----------------- | ---------------------------- | ---------------------- | ------------------------------------------ | ------------------------------------------ |
| Calificări        | Primul tur de calificare     | 20 iunie 2023          | 13 iulie 2023                              | 20 iulie 2023                              |
| Calificări        | Al doilea tur de calificare  | 21 iunie 2023          | 27 iulie 2023                              | 3 august 2023                              |
| Calificări        | Al treilea tur de calificare | 24 iulie 2023          | 10 august 2023                             | 17 august 2023                             |
| Calificări        | Runda play-off               | 7 august 2023          | 24 august 2023                             | 31 august 2023                             |
| Faza grupelor     | Meciul 1                     | 1 septembrie 2023      | 21 septembrie 2023                         | 21 septembrie 2023                         |
| Faza grupelor     | Meciul 2                     | 1 septembrie 2023      | 5 octombrie 2023                           | 5 octombrie 2023                           |
| Faza grupelor     | Meciul 3                     | 1 septembrie 2023      | 26 octombrie 2023                          | 26 octombrie 2023                          |
| Faza grupelor     | Meciul 4                     | 1 septembrie 2023      | 9 noiembrie 2023                           | 9 noiembrie 2023                           |
| Faza grupelor     | Meciul 5                     | 1 septembrie 2023      | 30 noiembrie 2023                          | 30 noiembrie 2023                          |
| Faza grupelor     | Meciul 6                     | 1 septembrie 2023      | 14 decembrie 2023                          | 14 decembrie 2023                          |
| Faza eliminatorie | Play-off eliminatoriu        | 18 decembrie 2023      | 15 februarie 2024                          | 22 februarie 2024                          |
| Faza eliminatorie | Optimi de finală             | 23 februarie 2024      | 7 martie 2024                              | 14 martie 2024                             |
| Faza eliminatorie | Sferturi de finală           | 15 martie 2024         | 11 aprilie 2024                            | 18 aprilie 2024                            |
| Faza eliminatorie | Semifinale                   | 15 martie 2024         | 2 mai 2024                                 | 9 mai 2024                                 |
| Faza eliminatorie | Finala                       | 15 martie 2024         | 29 mai 2024 pe Stadionul Agia Sofia, Atena | 29 mai 2024 pe Stadionul Agia Sofia, Atena |

## Calificări

### Primul tur de calificare
Tragerea la sorți pentru primul tur de calificare a avut loc pe 20 iunie 2023. Manșele tur s-au disputat pe 12 și 13 iulie, iar cele retur pe 18 și 20 iulie 2023. Câștigătorii au avansat în cel de-al doilea tur de califcare, pe Ruta Principală. Pierzătorii au fost eliminați din competițile europene.
| Echipa 1              | Scor gen.          | Echipa 2              | Tur | Retur    |
| --------------------- | ------------------ | --------------------- | --- | -------- |
| Sutjeska Nikšić       | 2–1                | Cosmos                | 1–0 | 1–1      |
| Domžale               | 4–5                | Balzan                | 1–4 | 3–1 d.p. |
| Vaduz                 | 2–3                | Neman Grodno          | 1–2 | 1–1      |
| Ararat-Armenia        | 5–5 (4–2 d.l.d.)   | Egnatia               | 1–1 | 4–4 d.p. |
| Torpedo Kutaisi       | 3–3 (4–2 d.l.d.)   | Sarajevo              | 2–2 | 1–1 d.p. |
| Alașkert              | 7–2                | Arsenal Tivat         | 1–1 | 6–1      |
| Željezničar           | 4–3                | Dinamo Minsk          | 2–2 | 2–1      |
| La Fiorita            | 1–2                | Zimbru Chișinău       | 1–1 | 0–1      |
| Maribor               | 3–2                | Birkirkara            | 1–1 | 2–1      |
| Tirana                | 3–2                | Dinamo Batumi         | 1–1 | 2–1      |
| Bruno's Magpies       | 1–3                | Dundalk               | 0–0 | 1–3      |
| Inter Club d'Escaldes | 3–2                | Víkingur              | 2–1 | 1–1      |
| Progrès Niederkorn    | 4–2                | Gjilani               | 2–2 | 2–0      |
| Linfield              | 3–2                | Vllaznia              | 3–1 | 0–1      |
| KA                    | 4–0                | Connah's Quay Nomads  | 2–0 | 2–0      |
| Shkëndija             | 1–1 (2–3 d.l.d.)   | Haverfordwest County  | 1–0 | 0–1 d.p. |
| Haka                  | 2–3                | Crusaders             | 2–2 | 0–1      |
| HB Tórshavn           | 0–1                | Derry City            | 0–0 | 0–1      |
| Riga                  | 2–1                | Víkingur Reykjavík    | 2–0 | 0–1      |
| Žilina                | 4–2                | FCI Levadia           | 2–1 | 2–1      |
| Pyunik                | 5–0                | Narva Trans           | 2–0 | 3–0      |
| Panevėžys             | 3–2                | Milsami Orhei         | 2–2 | 1–0      |
| Tobol                 | 2–1                | Honka                 | 2–1 | 0–0      |
| DAC Dunajská Streda   | 2–3                | Dila Gori             | 2–1 | 0–2      |
| Makedonija GP         | 1–5                | RFS                   | 0–1 | 1–4      |
| Dukagjini             | 5–3                | Europa                | 2–1 | 3–2      |
| Penybont              | 1–3                | FC Santa Coloma       | 1–1 | 0–2 d.p. |
| Hegelmann             | 0–5                | Shkupi                | 0–5 | 0–0      |
| F91 Dudelange         | 5–3                | St Patrick's Athletic | 2–1 | 3–2      |
| B36 Tórshavn          | 2–0                | Paide Linnameeskond   | 0–0 | 2–0 d.p. |
| Gżira United          | 3–3 (14–13 d.l.d.) | Glentoran             | 2–2 | 1–1 d.p. |

1. 1 2 3  Ordinea manșelor a fost inversată după tragerea la sorți inițială.

### Al doilea tur de calificare
Tragerea la sorți pentru al doilea tur de calificare a avut loc pe 21 iunie 2023. Manșele tur s-au disputat pe 25, 26 și 27 iulie, iar cele retur pe 1, 2 și 3 august 2023. Câștigătorii au avansat în cel de-al treilea tur de califcare, pe rutele lor respective. Pierzătorii au fost eliminați din competițiile europene.
| Echipa 1                | Scor gen. | Echipa 2            | Tur | Retur |
| ----------------------- | --------- | ------------------- | --- | ----- |
| Tre Penne               | 0-10      | Valmiera            | 0-3 | 0-7   |
| Ferencváros             | 6-0       | Shamrock Rovers     | 4-0 | 2-0   |
| The New Saints          | 3-4       | Swift Hesperange    | 1-1 | 2-3   |
| Atlètic Club d'Escaldes | 1-5       | Partizani           | 0-1 | 1-4   |
| Ħamrun Spartans         | 3-2       | Dinamo Tbilisi      | 2-1 | 1-0   |
| Farul Constanța         | 6-4       | Urartu              | 3-2 | 3-2   |
| Struga                  | 5-3       | Budućnost Podgorița | 1-0 | 4-3   |
| Ballkani                | 7-1       | Larne               | 3-0 | 4-1   |

| Echipa 1              | Scor gen.        | Echipa 2             | Tur | Retur    |
| --------------------- | ---------------- | -------------------- | --- | -------- |
| Dukagjini             | 1-7              | Rijeka               | 0-1 | 1-6      |
| Gżira United          | 3-2              | F91 Dudelange        | 2-0 | 1-2      |
| Djurgårdens IF        | 2-3              | Luzern               | 1-2 | 1-1      |
| Celje                 | 4-4 (4-2 d.l.d.) | Vitória de Guimarães | 3-4 | 1-0 d.p. |
| Sutjeska Nikšić       | 2-3              | FC Santa Coloma      | 2-0 | 0-3 d.p. |
| Hapoel Be'er Sheva    | 2-1              | Panevėžys            | 1-0 | 1-1      |
| Vorskla Poltava       | 3-4              | Dila Gori            | 2-1 | 1-3      |
| CFR Cluj              | 2-3              | Adana Demirspor      | 1-1 | 1-2      |
| Ordabasî              | 4-5              | Legia Varșovia       | 2-2 | 2-3      |
| RFS                   | 1-4              | Sabah                | 0-2 | 1-2      |
| Beșiktaș              | 5-1              | Tirana               | 3-1 | 2-0      |
| Željezničar           | 2-4              | Neftçi               | 2-2 | 0-2      |
| APOEL                 | 4-2              | Vojvodina            | 2-1 | 2-1      |
| ȚSKA 1948             | 2-4              | FCSB                 | 0-1 | 2-3      |
| Alașkert              | 2-2 (1-3 d.l.d.) | Debrețin             | 0-1 | 2-1 d.p. |
| Lech Poznań           | 5-2              | Kauno Žalgiris       | 3-1 | 2-1      |
| Kalmar FF             | 2-4              | Pyunik               | 1-2 | 1-2      |
| Bodø/Glimt            | 7-2              | Bohemians 1905       | 3-0 | 4-2      |
| Auda                  | 2-5              | Spartak Trnava       | 1-1 | 1-4      |
| Osijek                | 3-2              | Zalaegerszeg         | 1-0 | 2-1      |
| Twente                | 2-1              | Hammarby IF          | 1-0 | 1-1 d.p. |
| KA                    | 5-3              | Dundalk              | 3-1 | 2-2      |
| Club Brugge           | 3-1              | AGF                  | 3-0 | 0-1      |
| Crusaders             | 4-5              | Rosenborg            | 2-2 | 2-3 d.p. |
| Inter Club d'Escaldes | 3-7              | Hibernian            | 2-1 | 1-6      |
| Viktoria Plzeň        | 2-1              | Drita                | 0-0 | 2-1      |
| B36 Tórshavn          | 3-2              | Haverfordwest County | 2-1 | 1-1 d.p. |
| Basel                 | 3-4              | Tobol                | 1-3 | 2-1      |
| Differdange 03        | 4-5              | Maribor              | 1-1 | 3-4 d.p. |
| Austria Viena         | 3-1              | Borac Banja Luka     | 1-0 | 2-1      |
| ȚSKA Sofia            | 0-6              | Sepsi OSK            | 0-2 | 0-4      |
| Ararat-Armenia        | 1-2              | Aris                 | 1-1 | 0-1      |
| Maccabi Tel Aviv      | 5-0              | Petrocub Hîncești    | 3-0 | 2-0      |
| Torpedo-BelAZ Zhodino | 3-4              | AEK Larnaca          | 2-3 | 1-1      |
| Torpedo Kutaisi       | 3-5              | Aktobe               | 1-4 | 2-1      |
| Midtjylland           | 3-2              | Progrès Niederkorn   | 2-0 | 1-2 d.p. |
| Derry City            | 5-4              | KuPS                 | 2-1 | 3-3      |
| Gent                  | 10-3             | Žilina               | 5-1 | 5-2      |
| Kecskemét             | 3-4              | Riga                 | 2-1 | 1-3      |
| Linfield              | 4-8              | Pogoń Szczecin       | 2-5 | 2-3      |
| PAOK                  | 4-1              | Beitar Ierusalim     | 0-0 | 4-1      |
| Neman Grodno          | 2-0              | Balzan               | 2-0 | 0-0      |
| Fenerbahçe            | 9-0              | Zimbru Chișinău      | 5-0 | 4-0      |
| Gabala                | 3-7              | Omonia               | 2-3 | 1-4      |
| Shkupi                | 0-3              | Levski Sofia         | 0-2 | 0-1      |

Note
1. 1 2 3  Ordinea manșelor a fost inversată după tragerea la sorți inițială.

### Al treilea tur de calificare
Tragerea la sorți pentru cel de-al treilea tur de calificare a avut loc pe 24 iulie 2023. Manșele tur s-au disputat pe 9 și 10 august, iar cele retur pe 16 și 17 august 2023. Câștigătorii au avansat în runda play-off, pe rutele lor respective. Pierzătorii au fost eliminați din competițiile europene.
| Echipa 1        | Scor gen. | Echipa 2         | Tur | Retur |
| --------------- | --------- | ---------------- | --- | ----- |
| Ħamrun Spartans | 2-8       | Ferencváros      | 1-6 | 1-2   |
| Farul Constanța | 5-0       | Flora            | 3-0 | 2-0   |
| Valmiera        | 1-3       | Partizani        | 1-2 | 0-1   |
| Ballkani        | 5-1       | Lincoln Red Imps | 2-0 | 3-1   |
| Struga          | 4-3       | Swift Hesperange | 3-1 | 1-2   |

| Echipa 1           | Scor gen.        | Echipa 2            | Tur | Retur    |
| ------------------ | ---------------- | ------------------- | --- | -------- |
| AEK Larnaca        | 1-2              | Maccabi Tel Aviv    | 1-1 | 0-1      |
| Sabah              | 2-2 (4-5 d.l.d.) | Partizan            | 2-0 | 0-2 d.p. |
| Sepsi OSK          | 2-1              | Aktobe              | 1-1 | 1-0      |
| Rapid Viena        | 5-0              | Debrețin            | 0-0 | 5-0      |
| Hajduk Split       | 0-3              | PAOK                | 0-0 | 0-3      |
| FC Santa Coloma    | 0-3              | AZ                  | 0-1 | 0-2      |
| Celje              | 5-1              | Neman Grodno        | 1-0 | 4-1      |
| Neftçi             | 2-5              | Beșiktaș            | 1-3 | 1-2      |
| Omonia             | 2-5              | Midtjylland         | 1-0 | 1-5      |
| Aris               | 2-2 (5-6 d.l.d.) | Dinamo Kiev         | 1-0 | 1-2 d.p. |
| Legia Varșovia     | 6-5              | Austria Viena       | 1-2 | 5-3      |
| Hapoel Be'er Sheva | 1-2              | Levski Sofia        | 0-0 | 1-2      |
| Hibernian          | 5-3              | Luzern              | 3-1 | 2-2      |
| Viktoria Plzeň     | 6-0              | Gżira United        | 4-0 | 2-0      |
| Arouca             | 3-4              | Brann               | 2-1 | 1-3      |
| Gent               | 6-2              | Pogoń Szczecin      | 5-0 | 1-2      |
| Adana Demirspor    | 7-4              | Osijek              | 5-1 | 2-3      |
| B36 Tórshavn       | 1-5              | Rijeka              | 1-3 | 0-2      |
| Twente             | 5-0              | Riga                | 2-0 | 3-0      |
| Rosenborg          | 3-4              | Heart of Midlothian | 2-1 | 1-3      |
| Fenerbahçe         | 6-1              | Maribor             | 3-1 | 3-0      |
| Club Brugge        | 10-2             | KA                  | 5-1 | 5-1      |
| Dila Gori          | 0-3              | APOEL               | 0-2 | 0-1      |
| Lech Poznań        | 3-4              | Spartak Trnava      | 2-1 | 1-3      |
| FCSB               | 0-2              | Nordsjælland        | 0-0 | 0-2      |
| Tobol              | 1-1 (6-5 d.l.d.) | Derry City          | 1-0 | 0-1 d.p. |
| Bodø/Glimt         | 6-0              | Pyunik              | 3-0 | 3-0      |

Note
1. ↑  Ordinea manșelor a fost inversată după tragerea la sorți inițială.

### Runda play-off
Tragerea la sorți pentru runda play-off a avut loc pe 7 august 2023. Manșele tur s-au disputat pe 23 și 24 august, iar cele retur pe 31 august 2023. Câștigătoarele au avansat în faza grupelor. Pierzătoarele au fost eliminate din competițiile europene.
În acest sezon VAR va fi folosit începând cu această rundă.
| Echipa 1        | Scor gen. | Echipa 2     | Tur | Retur |
| --------------- | --------- | ------------ | --- | ----- |
| Ballkani        | 4-2       | BATE Borisov | 4-1 | 0-1   |
| Žalgiris        | 0-7       | Ferencváros  | 0-4 | 0-3   |
| Struga          | 0-2       | Breiðablik   | 0-1 | 0-1   |
| Farul Constanța | 2-3       | HJK          | 2-1 | 0-2   |
| Astana          | 2-1       | Partizani    | 1-0 | 1-1   |

| Echipa 1            | Scor gen.        | Echipa 2            | Tur | Retur    |
| ------------------- | ---------------- | ------------------- | --- | -------- |
| Levski Sofia        | 1-3              | Eintracht Frankfurt | 1-1 | 0-2      |
| Gent                | 4-1              | APOEL               | 2-0 | 2-1      |
| Spartak Trnava      | 3-2              | Dnipro-1            | 1-1 | 2-1 d.p. |
| Sepsi OSK           | 4-5              | Bodø/Glimt          | 2-2 | 2-3 d.p. |
| Tobol               | 1-5              | Viktoria Plzeň      | 1-2 | 0-3      |
| Hibernian           | 0-8              | Aston Villa         | 0-5 | 0-3      |
| Midtjylland         | 4-4 (5-6 d.l.d.) | Legia Varșovia      | 3-3 | 1-1 d.p. |
| Lille               | 3-2              | Rijeka              | 2-1 | 1-1 d.p. |
| Genk                | 2-2 (5-4 d.l.d.) | Adana Demirspor     | 2-1 | 0-1 d.p. |
| Fenerbahçe          | 6-1              | Twente              | 5-1 | 1-0      |
| Dinamo Kiev         | 2-4              | Beșiktaș            | 2-3 | 0-1      |
| AZ                  | 4-4 (6-5 d.l.d.) | Brann               | 1-1 | 3-3 d.p. |
| Rapid Viena         | 1-2              | Fiorentina          | 1-0 | 0-2      |
| Heart of Midlothian | 1-6              | PAOK                | 1-2 | 0-4      |
| Nordsjælland        | 6-0              | Partizan            | 5-0 | 1-0      |
| Osasuna             | 3-4              | Club Brugge         | 1-2 | 2-2      |
| Maccabi Tel Aviv    | 5-2              | Celje               | 4-1 | 1-1      |

## Faza grupelor
Tragerea la sorți pentru faza grupelor a avut loc pe 1 septembrie 2023, ora 14:30 CEST, la Monaco. Cele 32 de echipe au fost extrase în opt grupe de câte patru. Pentru tragerea la sorți, echipele au fost repartizate în patru urne, fiecare cu opt echipe, pe baza Coeficienții clubului(CC). Echipele din aceeași asociație nu au putut fi incluse în aceeași grupă.
Toate echipele în afară de AZ, Ballkani, Bodø/Glimt, Fiorentina, Gent, HJK, Maccabi Tel Aviv, PAOK, Slovan Bratislava și Zorya Luhansk și-au făcut debutul în faza grupelor. Breiðablik, Čukarički, KÍ, Olimpija Ljubljana și Zrinjski Mostar și-au făcut aparițiile în premieră într-o fază de grupe a unei competiții UEFA. Breiðablik, KÍ și Zrinjski Mostar au fost primele echipe din Islanda, Insulele Feroe și, respectiv, Bosnia și Herțegovina, care au jucat în faza grupelor unei competiții UEFA. Breiðablik a devenit, de asemenea, prima echipă care s-a calificat în faza grupelor unei competiții UEFA pentru cluburi, după ce a început campania dintr-un tur preliminar.
Un total de 28 de asociații naționale au fost reprezentate în faza grupelor.

### Grupa A
| Loc                                                                                    | Echipă             | Pct. | MJ | V | E | Î | GM | GP | DG |  | LOS | SLO | OLI | KÍ  |
| -------------------------------------------------------------------------------------- | ------------------ | ---- | -- | - | - | - | -- | -- | -- |  | --- | --- | --- | --- |
| 1.                                                                                     | Lille OSC          | 14   | 6  | 4 | 2 | 0 | 10 | 2  | +8 |  | —   | 2–1 | 2–0 | 3–0 |
| 2.                                                                                     | Slovan Bratislava  | 10   | 6  | 3 | 1 | 2 | 8  | 7  | +1 |  | 1–1 | —   | 1–2 | 2–1 |
| 3.                                                                                     | Olimpija Ljubljana | 6    | 6  | 2 | 0 | 4 | 4  | 9  | −5 |  | 0–1 | 0–1 | —   | 3–1 |
| 4.                                                                                     | KÍ Klaksvík        | 4    | 6  | 1 | 1 | 4 | 5  | 9  | −4 |  | 0–0 | 1–2 | 3–0 | —   |
| Legendă: Locul 1: Calificare în optimi Locul 2: Calificare în play-off-ul eliminatoriu |                    |      |    |   |   |   |    |    |    |  |     |     |     |     |

### Grupa B
| Loc                                                                                    | Echipă           | Pct. | MJ | V | E | Î | GM | GP | DG  |  | MTA    | GNT   | ZOR | BRE |
| -------------------------------------------------------------------------------------- | ---------------- | ---- | -- | - | - | - | -- | -- | --- |  | ------ | ----- | --- | --- |
| 1.                                                                                     | Maccabi Tel Aviv | 15   | 6  | 5 | 0 | 1 | 14 | 9  | +5  |  | —      | 3–1   | 3–2 | 3–2 |
| 2.                                                                                     | Gent             | 13   | 6  | 4 | 1 | 1 | 16 | 7  | +9  |  | 2–0    | —     | 4–1 | 5–0 |
| 3.                                                                                     | Zarea Luhansk    | 7    | 6  | 2 | 1 | 3 | 10 | 11 | −1  |  | 1–3    | 1–1   | —   | 4–0 |
| 4.                                                                                     | Breiðablik       | 0    | 6  | 0 | 0 | 6 | 5  | 18 | −13 |  | 30 noi | 9 noi | 0–1 | —   |
| Legendă: Locul 1: Calificare în optimi Locul 2: Calificare în play-off-ul eliminatoriu |                  |      |    |   |   |   |    |    |     |  |        |       |     |     |

### Grupa C
| Loc                                                                                    | Echipă         | Pct. | MJ | V | E | Î | GM | GP | DG |  | PLZ | DZG | BAL | AST |
| -------------------------------------------------------------------------------------- | -------------- | ---- | -- | - | - | - | -- | -- | -- |  | --- | --- | --- | --- |
| 1.                                                                                     | Viktoria Plzeň | 18   | 6  | 6 | 0 | 0 | 9  | 1  | +8 |  | —   | 1–0 | 1–0 | 3–0 |
| 2.                                                                                     | Dinamo Zagreb  | 9    | 6  | 3 | 0 | 3 | 10 | 5  | +5 |  | 0–1 | —   | 3–0 | 5–1 |
| 3.                                                                                     | Ballkani       | 4    | 6  | 1 | 1 | 4 | 3  | 7  | −4 |  | 0–1 | 2–0 | —   | 1–2 |
| 4.                                                                                     | Astana         | 4    | 6  | 1 | 1 | 4 | 4  | 13 | −9 |  | 1–2 | 0–2 | 0–0 | —   |
| Legendă: Locul 1: Calificare în optimi Locul 2: Calificare în play-off-ul eliminatoriu |                |      |    |   |   |   |    |    |    |  |     |     |     |     |

### Grupa D
| Loc                                                                                    | Echipă      | Pct. | MJ | V | E | Î | GM | GP | DG  |  | BRU | BGL | BJK | LUG |
| -------------------------------------------------------------------------------------- | ----------- | ---- | -- | - | - | - | -- | -- | --- |  | --- | --- | --- | --- |
| 1.                                                                                     | Club Brugge | 16   | 6  | 5 | 1 | 0 | 15 | 4  | +11 |  | —   | 3–1 | 1–1 | 2–0 |
| 2.                                                                                     | Bodø/Glimt  | 10   | 6  | 3 | 1 | 2 | 11 | 8  | +3  |  | 0–1 | —   | 3–1 | 5–2 |
| 3.                                                                                     | Beșiktaș    | 4    | 6  | 1 | 1 | 4 | 7  | 14 | −7  |  | 0–5 | 1–2 | —   | 2–3 |
| 4.                                                                                     | Lugano      | 4    | 6  | 1 | 1 | 4 | 6  | 14 | −8  |  | 1–3 | 0–0 | 0–2 | —   |
| Legendă: Locul 1: Calificare în optimi Locul 2: Calificare în play-off-ul eliminatoriu |             |      |    |   |   |   |    |    |     |  |     |     |     |     |

### Grupa E
| Loc                                                                                    | Echipă          | Pct. | MJ | V | E | Î | GM | GP | DG |  | AST | LEG | ALK | ZRJ |
| -------------------------------------------------------------------------------------- | --------------- | ---- | -- | - | - | - | -- | -- | -- |  | --- | --- | --- | --- |
| 1.                                                                                     | Aston Villa     | 13   | 6  | 4 | 1 | 1 | 12 | 7  | +5 |  | —   | 2–1 | 2–1 | 1–0 |
| 2.                                                                                     | Legia Varșovia  | 12   | 6  | 4 | 0 | 2 | 10 | 6  | +4 |  | 3–2 | —   | 2–0 | 2–0 |
| 3.                                                                                     | AZ Alkmaar      | 6    | 6  | 2 | 0 | 4 | 7  | 12 | −5 |  | 1–4 | 1–0 | —   | 1–0 |
| 4.                                                                                     | Zrinjski Mostar | 4    | 6  | 1 | 1 | 4 | 6  | 10 | −4 |  | 1–1 | 1–2 | 4–3 | —   |
| Legendă: Locul 1: Calificare în optimi Locul 2: Calificare în play-off-ul eliminatoriu |                 |      |    |   |   |   |    |    |    |  |     |     |     |     |

### Grupa F
| Loc                                                                                    | Echipă            | Pct. | MJ | V | E | Î | GM | GP | DG  |  | FIO | FER | GNK | ČUK |
| -------------------------------------------------------------------------------------- | ----------------- | ---- | -- | - | - | - | -- | -- | --- |  | --- | --- | --- | --- |
| 1.                                                                                     | Fiorentina        | 12   | 6  | 3 | 3 | 0 | 14 | 6  | +8  |  | —   | 2–2 | 2–1 | 6–0 |
| 2.                                                                                     | Ferencváros       | 10   | 6  | 2 | 4 | 0 | 9  | 6  | +3  |  | 1–1 | —   | 1–1 | 3–1 |
| 3.                                                                                     | Genk              | 9    | 6  | 2 | 3 | 1 | 8  | 5  | +3  |  | 2–2 | 0–0 | —   | 2–0 |
| 4.                                                                                     | Čukarički Belgrad | 0    | 6  | 0 | 0 | 6 | 2  | 16 | −14 |  | 0–1 | 1–2 | 0–2 | —   |
| Legendă: Locul 1: Calificare în optimi Locul 2: Calificare în play-off-ul eliminatoriu |                   |      |    |   |   |   |    |    |     |  |     |     |     |     |

### Grupa G
| Loc                                                                                    | Echipă              | Pct. | MJ | V | E | Î | GM | GP | DG  |  | PAO | FRK | ABR | HJK |
| -------------------------------------------------------------------------------------- | ------------------- | ---- | -- | - | - | - | -- | -- | --- |  | --- | --- | --- | --- |
| 1.                                                                                     | PAOK                | 16   | 6  | 5 | 1 | 0 | 16 | 10 | +6  |  | —   | 2–1 | 2–2 | 4–2 |
| 2.                                                                                     | Eintracht Frankfurt | 9    | 6  | 3 | 0 | 3 | 11 | 7  | +4  |  | 1–2 | —   | 2–1 | 6–0 |
| 3.                                                                                     | Aberdeen            | 6    | 6  | 1 | 3 | 2 | 10 | 10 | 0   |  | 2–3 | 2–0 | —   | 1–1 |
| 4.                                                                                     | HJK Helsinki        | 2    | 6  | 0 | 2 | 4 | 7  | 17 | −10 |  | 2–3 | 0–1 | 2–2 | —   |
| Legendă: Locul 1: Calificare în optimi Locul 2: Calificare în play-off-ul eliminatoriu |                     |      |    |   |   |   |    |    |     |  |     |     |     |     |

### Grupa H
| Loc                                                                                    | Echipă            | Pct. | MJ | V | E | Î | GM | GP | DG  |  | FNR | LUD | NRD | TRN |
| -------------------------------------------------------------------------------------- | ----------------- | ---- | -- | - | - | - | -- | -- | --- |  | --- | --- | --- | --- |
| 1.                                                                                     | Fenerbahçe SK     | 12   | 6  | 4 | 0 | 2 | 13 | 11 | +2  |  | —   | 3–1 | 3–1 | 4–0 |
| 2.                                                                                     | Ludogoreț Razgrad | 12   | 6  | 4 | 0 | 2 | 11 | 11 | 0   |  | 2–0 | —   | 1–0 | 4–0 |
| 3.                                                                                     | Nordsjælland      | 10   | 6  | 3 | 1 | 2 | 17 | 7  | +10 |  | 6–1 | 7–1 | —   | 1–1 |
| 4.                                                                                     | Spartak Trnava    | 1    | 6  | 0 | 1 | 5 | 3  | 15 | −12 |  | 1–2 | 1–2 | 0–2 | —   |
| Legendă: Locul 1: Calificare în optimi Locul 2: Calificare în play-off-ul eliminatoriu |                   |      |    |   |   |   |    |    |     |  |     |     |     |     |

## Faza eliminatorie

### Echipele calificate
| Europa Conference League | Europa Conference League                                  | Europa Conference League                     | Europa League | Europa League                                    |
| Grupa                    | Câștigătoarele (avansează în optimi, fiind capi de serie) | Echipele de pe locul 2 (capi de serie în PE) | Grupa         | Echipele de pe locul 3 (non-capi de serie în PE) |
| ------------------------ | --------------------------------------------------------- | -------------------------------------------- | ------------- | ------------------------------------------------ |
| A                        | Lille                                                     | Slovan Bratislava                            | A             | Olympiacos                                       |
| B                        | Maccabi Tel Aviv                                          | Gent                                         | B             | Ajax                                             |
| C                        | Viktoria Plzeň                                            | Dinamo Zagreb                                | C             | Real Betis                                       |
| D                        | Club Brugge                                               | Bodø/Glimt                                   | D             | Sturm Graz                                       |
| E                        | Aston Villa                                               | Legia Varșovia                               | E             | Union Saint-Gilloise                             |
| F                        | Fiorentina                                                | Ferencváros                                  | F             | Maccabi Haifa                                    |
| G                        | PAOK                                                      | Eintracht Frankfurt                          | G             | Servette                                         |
| H                        | Fenerbahçe                                                | Ludogoreț Razgrad                            | H             | Molde                                            |

### Rezumat
|  | Play-off eliminatoriu | Play-off eliminatoriu | Play-off eliminatoriu | Play-off eliminatoriu | Play-off eliminatoriu |  |  | Optimi de finală     | Optimi de finală     | Optimi de finală | Optimi de finală | Optimi de finală |   |       | Sferturi de finală | Sferturi de finală | Sferturi de finală | Sferturi de finală | Sferturi de finală |   |   | Semifinale | Semifinale | Semifinale | Semifinale | Semifinale |  |  | Finala | Finala | Finala |  |
|  |                       |                       |                       |                       |                       |  |  |                      |                      |                  |                  |                  |   |       |                    |                    |                    |                    |                    |   |   |            |            |            |            |            |  |  |        |        |        |  |
|  |                       |                       |                       |                       |                       |  |  | Sturm Graz           | Sturm Graz           | 0                | 1                | 1                |   |       |                    |                    |                    |                    |                    |   |   |            |            |            |            |            |  |  |        |        |        |  |
|  | Sturm Graz            | Sturm Graz            | 4                     | 1                     | 5                     |  |  | Lille                | Lille                | 3                | 1                | 3                |   |       |                    |                    |                    |                    |                    |   |   |            |            |            |            |            |  |  |        |        |        |  |
|  | Slovan Bratislava     | Slovan Bratislava     | 1                     | 0                     | 1                     |  |  |                      |                      |                  |                  |                  |   |       | Aston Villa        | Aston Villa        | 2                  | 1                  | 3 (4)              |   |   |            |            |            |            |            |  |  |        |        |        |  |
|  |                       |                       |                       |                       |                       |  |  |                      |                      | Lille            | Lille            | 1                | 2 | 3 (3) |                    |                    |                    |                    |                    |   |   |            |            |            |            |            |  |  |        |        |        |  |
|  |                       |                       |                       |                       |                       |  |  | Ajax                 | Ajax                 | 0                | 0                | 0                |   |       |                    |                    |                    |                    |                    |   |   |            |            |            |            |            |  |  |        |        |        |  |
|  | Ajax                  | Ajax                  | 2                     | 2                     | 4                     |  |  | Aston Villa          | Aston Villa          | 0                | 4                | 4                |   |       |                    |                    |                    |                    |                    |   |   |            |            |            |            |            |  |  |        |        |        |  |
|  | Bodø/Glimt            | Bodø/Glimt            | 2                     | 1                     | 3                     |  |  |                      |                      |                  |                  |                  |   |       | Aston Villa        | Aston Villa        | 2                  | 0                  | 2                  |   |   |            |            |            |            |            |  |  |        |        |        |  |
|  |                       |                       |                       |                       |                       |  |  |                      |                      |                  |                  |                  |   |       |                    |                    | Olympiacos         | Olympiacos         | 4                  | 2 | 6 |            |            |            |            |            |  |  |        |        |        |  |
|  |                       |                       |                       |                       |                       |  |  | Union Saint-Gilloise | Union Saint-Gilloise | 0                | 1                | 1                |   |       |                    |                    |                    |                    |                    |   |   |            |            |            |            |            |  |  |        |        |        |  |
|  | Union Saint-Gilloise  | Union Saint-Gilloise  | 2                     | 2                     | 4                     |  |  | Fenerbahçe           | Fenerbahçe           | 3                | 0                | 3                |   |       |                    |                    |                    |                    |                    |   |   |            |            |            |            |            |  |  |        |        |        |  |
|  | Eintracht Frankfurt   | Eintracht Frankfurt   | 2                     | 1                     | 3                     |  |  |                      |                      |                  |                  |                  |   |       | Olympiacos         | Olympiacos         | 3                  | 0                  | 3 (3)              |   |   |            |            |            |            |            |  |  |        |        |        |  |
|  |                       |                       |                       |                       |                       |  |  |                      |                      | Fenerbahçe       | Fenerbahçe       | 2                | 1 | 3 (2) |                    |                    |                    |                    |                    |   |   |            |            |            |            |            |  |  |        |        |        |  |
|  |                       |                       |                       |                       |                       |  |  | Olympiacos           | Olympiacos           | 1                | 6                | 7                |   |       |                    |                    |                    |                    |                    |   |   |            |            |            |            |            |  |  |        |        |        |  |
|  | Olympiacos            | Olympiacos            | 1                     | 1                     | 2                     |  |  | Maccabi Tel Aviv     | Maccabi Tel Aviv     | 4                | 1                | 5                |   |       |                    |                    |                    |                    |                    |   |   |            |            |            |            |            |  |  |        |        |        |  |
|  | Ferencváros           | Ferencváros           | 0                     | 0                     | 0                     |  |  |                      |                      |                  |                  |                  |   |       | Olympiacos (d.p.)  | Olympiacos (d.p.)  | 1                  |                    |                    |   |   |            |            |            |            |            |  |  |        |        |        |  |
|  |                       |                       |                       |                       |                       |  |  |                      |                      |                  |                  |                  |   |       |                    |                    |                    |                    |                    |   |   |            |            | Fiorentina | Fiorentina | 0          |  |  |        |        |        |  |
|  |                       |                       |                       |                       |                       |  |  | Dinamo Zagreb        | Dinamo Zagreb        | 2                | 1                | 3                |   |       |                    |                    |                    |                    |                    |   |   |            |            |            |            |            |  |  |        |        |        |  |
|  | Real Betis            | Real Betis            | 0                     | 1                     | 1                     |  |  | PAOK                 | PAOK                 | 0                | 5                | 5                |   |       |                    |                    |                    |                    |                    |   |   |            |            |            |            |            |  |  |        |        |        |  |
|  | Dinamo Zagreb         | Dinamo Zagreb         | 1                     | 1                     | 2                     |  |  |                      |                      |                  |                  |                  |   |       | Club Brugge        | Club Brugge        | 1                  | 2                  | 3                  |   |   |            |            |            |            |            |  |  |        |        |        |  |
|  |                       |                       |                       |                       |                       |  |  |                      |                      | PAOK             | PAOK             | 0                | 0 | 0     |                    |                    |                    |                    |                    |   |   |            |            |            |            |            |  |  |        |        |        |  |
|  |                       |                       |                       |                       |                       |  |  | Molde                | Molde                | 0                | 2                | 0                |   |       |                    |                    |                    |                    |                    |   |   |            |            |            |            |            |  |  |        |        |        |  |
|  | Molde                 | Molde                 | 3                     | 3                     | 6                     |  |  | Club Brugge          | Club Brugge          | 2                | 1                | 4                |   |       |                    |                    |                    |                    |                    |   |   |            |            |            |            |            |  |  |        |        |        |  |
|  | Legia Varșovia        | Legia Varșovia        | 2                     | 0                     | 2                     |  |  |                      |                      |                  |                  |                  |   |       | Fiorentina         | Fiorentina         | 3                  | 1                  | 4                  |   |   |            |            |            |            |            |  |  |        |        |        |  |
|  |                       |                       |                       |                       |                       |  |  |                      |                      |                  |                  |                  |   |       |                    |                    | Club Brugge        | Club Brugge        | 2                  | 1 | 3 |            |            |            |            |            |  |  |        |        |        |  |
|  |                       |                       |                       |                       |                       |  |  | Servette             | Servette             | 0                | 0                | 0 (1)            |   |       |                    |                    |                    |                    |                    |   |   |            |            |            |            |            |  |  |        |        |        |  |
|  | Servette              | Servette              | 0                     | 1                     | 1                     |  |  | Viktoria Plzeň       | Viktoria Plzeň       | 0                | 0                | 0 (3)            |   |       |                    |                    |                    |                    |                    |   |   |            |            |            |            |            |  |  |        |        |        |  |
|  | Ludogoreț Razgrad     | Ludogoreț Razgrad     | 0                     | 0                     | 0                     |  |  |                      |                      |                  |                  |                  |   |       | Viktoria Plzeň     | Viktoria Plzeň     | 0                  | 0                  | 0                  |   |   |            |            |            |            |            |  |  |        |        |        |  |
|  |                       |                       |                       |                       |                       |  |  |                      |                      | Fiorentina       | Fiorentina       | 0                | 2 | 2     |                    |                    |                    |                    |                    |   |   |            |            |            |            |            |  |  |        |        |        |  |
|  |                       |                       |                       |                       |                       |  |  | Maccabi Haifa        | Maccabi Haifa        | 3                | 1                | 4                |   |       |                    |                    |                    |                    |                    |   |   |            |            |            |            |            |  |  |        |        |        |  |
|  | Maccabi Haifa         | Maccabi Haifa         | 1                     | 1                     | 2                     |  |  | Fiorentina           | Fiorentina           | 4                | 1                | 5                |   |       |                    |                    |                    |                    |                    |   |   |            |            |            |            |            |  |  |        |        |        |  |
|  | KAA Gent              | KAA Gent              | 0                     | 1                     | 1                     |  |  |                      |                      |                  |                  |                  |   |       |                    |                    |                    |                    |                    |   |   |            |            |            |            |            |  |  |        |        |        |  |

### Play-off eliminatoriu
| Echipa 1             | Scor gen. | Echipa 2            | Tur | Retur        |
| -------------------- | --------- | ------------------- | --- | ------------ |
| Sturm Graz           | 5–1       | Slovan Bratislava   | 4–1 | 1–0          |
| Servette             | 1–0       | Ludogoreț Razgrad   | 0–0 | 1–0          |
| Union Saint-Gilloise | 4-3       | Eintracht Frankfurt | 2–2 | 2–1          |
| Real Betis           | 1–2       | Dinamo Zagreb       | 0–1 | 1–1          |
| Olympiacos           | 2–0       | Ferencváros         | 1–0 | 1–0          |
| Ajax                 | 4–3       | Bodø/Glimt          | 2–2 | 2–1 (a.e.t.) |
| Molde                | 6–2       | Legia Varșovia      | 3–2 | 3–0          |
| Maccabi Haifa        | 2–1       | KAA Gent            | 1–0 | 1–1          |

#### Meciuri
| Sturm Graz                                                           | 4–1    | Slovan Bratislava |
| -------------------------------------------------------------------- | ------ | ----------------- |
| - Biereth 4' - Stanković 27' - Kiteishvili 64' (pen.) - Camara 90+1' | Raport | - Rodrigues 8'    |

| Slovan Bratislava | 0–1    | Sturm Graz    |
| ----------------- | ------ | ------------- |
|                   | Raport | - Biereth 52' |

Sturm Graz câștigă cu 5–1 la general.
| Servette | 0–0    | Ludogoreț Razgrad |
| -------- | ------ | ----------------- |
|          | Raport |                   |

| Ludogoreț Razgrad | 0–1    | Servette    |
| ----------------- | ------ | ----------- |
|                   | Raport | - Cognat 6' |

Servette câștigă cu 1–0 la general.
| Union Saint-Gilloise          | 2–2    | Eintracht Frankfurt         |
| ----------------------------- | ------ | --------------------------- |
| - Rasmussen 31' - Nilsson 68' | Raport | - Chaïbi 3' - Kalajdžić 10' |

| Eintracht Frankfurt | 1–2    | Union Saint-Gilloise       |
| ------------------- | ------ | -------------------------- |
| - Dina Ebimbe 87'   | Raport | - Puertas 47' - Eckert 80' |

Union Saint-Gilloise câștigă cu 4–3 la general.
| Real Betis | 0–1    | Dinamo Zagreb         |
| ---------- | ------ | --------------------- |
|            | Raport | - Petković 75' (pen.) |

| Dinamo Zagreb | 1–1    | Real Betis    |
| ------------- | ------ | ------------- |
| - Kaneko 59'  | Raport | - Bakambu 38' |

Dinamo Zagreb câștigă cu 2–1 la general.
| Olympiacos     | 1–0    | Ferencváros |
| -------------- | ------ | ----------- |
| - El Kaabi 83' | Raport |             |

| Ferencváros | 0–1    | Olympiacos            |
| ----------- | ------ | --------------------- |
|             | Raport | - El Kaabi 45' (pen.) |

Olympiacos câștigă cu 2–0 la general.
| Ajax                                           | 2–2    | Bodø/Glimt         |
| ---------------------------------------------- | ------ | ------------------ |
| - Van den Boomen 90+1' (pen.) - Berghuis 90+7' | Raport | - Grønbæk 16', 64' |

| Bodø/Glimt | 1–2 (d.p.) | Ajax                         |
| ---------- | ---------- | ---------------------------- |
| - Berg 83' | Raport     | - Berghuis 34' - Taylor 114' |

Ajax câștigă cu 4–3 la general.
| Molde                              | 3–2    | Legia Varșovia                |
| ---------------------------------- | ------ | ----------------------------- |
| - Gulbrandsen 12', 19' - Kaasa 24' | Raport | - Josué 64' - Augustyniak 71' |

| Legia Varșovia | 0–3    | Molde                              |
| -------------- | ------ | ---------------------------------- |
|                | Raport | - Gulbrandsen 2', 67' - Hestad 20' |

Molde câștigă cu 6–2 la general.
| Maccabi Haifa | 1–0    | Gent |
| ------------- | ------ | ---- |
| - Pierrot 65' | Raport |      |

| Gent              | 1–1    | Maccabi Haifa |
| ----------------- | ------ | ------------- |
| - Seck 69' (o.g.) | Raport | - Pierrot 4'  |

Maccabi Haifa câștigă cu 2–1 la general.

### Optimi de finală
| Echipa 1             | Scor gen.        | Echipa 2         | Tur | Retur    |
| -------------------- | ---------------- | ---------------- | --- | -------- |
| Servette             | 0-0 (1-3 d.l.d.) | Viktoria Plzeň   | 0–0 | 0-0 d.p. |
| Ajax                 | 0-4              | Aston Villa      | 0–0 | 0-4      |
| Molde                | 2-4              | Club Brugge      | 2–1 | 0-3      |
| Union Saint-Gilloise | 1-3              | Fenerbahçe       | 0–3 | 1-0      |
| Dinamo Zagreb        | 3-5              | PAOK             | 2–0 | 1-5      |
| Sturm Graz           | 1-4              | Lille            | 0–3 | 1-1      |
| Maccabi Haifa        | 4-5              | Fiorentina       | 3–4 | 1-1      |
| Olympiacos           | 7-5              | Maccabi Tel Aviv | 1–4 | 6-1 d.p. |

#### Meciuri
| Servette | 0–0    | Viktoria Plzeň |
| -------- | ------ | -------------- |
|          | Raport |                |

| Viktoria Plzeň            | 0–0 (d.p.) | Servette                                        |
| ------------------------- | ---------- | ----------------------------------------------- |
|                           | Raport     |                                                 |
| - Chorý - Mosquera - Šulc | 3–1        | - Stevanović - Gullemenot - Severin - Tsunemoto |

0–0 la general. Viktoria Plzeň câștigă cu 3–1 la loviturile de departajare.
| Ajax | 0–0    | Aston Villa |
| ---- | ------ | ----------- |
|      | Raport |             |

| Aston Villa                                        | 4–0    | Ajax |
| -------------------------------------------------- | ------ | ---- |
| - Watkins 25' - Bailey 60' - Durán 75' - Diaby 81' | Raport |      |

Aston Villa câștigă cu 4–0 la general.
| Molde                              | 2–1    | Club Brugge            |
| ---------------------------------- | ------ | ---------------------- |
| - Stenevik 43' - Gulbrandsen 90+2' | Raport | - De Cuyper 85' (pen.) |

| Club Brugge                          | 3–0    | Molde |
| ------------------------------------ | ------ | ----- |
| - Skov Olsen 45+1', 48' - Skóraś 70' | Raport |       |

Club Brugge câștigă cu 4–2 la general.
| Union Saint-Gilloise | 0–3    | Fenerbahçe                                             |
| -------------------- | ------ | ------------------------------------------------------ |
|                      | Raport | - Batshuayi 20' - Oosterwolde 84' - Tadić 90+4' (pen.) |

| Fenerbahçe | 0–1    | Union Saint-Gilloise |
| ---------- | ------ | -------------------- |
|            | Raport | - Rasmussen 68'      |

Fenerbahçe câștigă cu 3–1 la general.
| Dinamo Zagreb       | 2–0    | PAOK |
| ------------------- | ------ | ---- |
| - Petković 37', 71' | Raport |      |

| PAOK                                                                                    | 5–1    | Dinamo Zagreb |
| --------------------------------------------------------------------------------------- | ------ | ------------- |
| - Rahman 27' - Sučić 33' (o.g.) - Thomas 42' - Koulierakis 72' - A. Živković 88' (pen.) | Raport | - Hoxha 49'   |

PAOK câștigă cu 5–3 la general.
| Sturm Graz | 0–3    | Lille                           |
| ---------- | ------ | ------------------------------- |
|            | Raport | - David 28', 51' - Zhegrova 71' |

| Lille        | 1–1    | Sturm Graz      |
| ------------ | ------ | --------------- |
| - Santos 43' | Raport | - Biereth 45+1' |

| Maccabi Haifa                         | 3–4    | Fiorentina                                              |
| ------------------------------------- | ------ | ------------------------------------------------------- |
| - Seck 12' - Kinda 29' - Khalaili 67' | Raport | - Nzola 2' - Beltrán 58' - Mandragora 73' - Barák 90+5' |

| Fiorentina  | 1–1    | Maccabi Haifa  |
| ----------- | ------ | -------------- |
| - Barák 59' | Raport | - Khalaily 88' |

Fiorentina câștigă cu 5–4 la general.
| Olympiacos     | 1–4    | Maccabi Tel Aviv                          |
| -------------- | ------ | ----------------------------------------- |
| - El Kaabi 13' | Raport | - Zahavi 4', 30' - Shahar 9' - Peretz 74' |

| Maccabi Tel Aviv    | 1–6 (d.p.) | Olympiacos                                                                        |
| ------------------- | ---------- | --------------------------------------------------------------------------------- |
| - Zahavi 57' (pen.) | Raport     | - Podence 10' - Fortounis 36' - El Kaabi 45+3', 65' - Jovetić 93' - El-Arabi 103' |

Olympiacos câștigă cu 7–5 la general.

### Sferturi de finală
| Echipa 1       | Scor gen.    | Echipa 2   | Tur | Retur     |
| -------------- | ------------ | ---------- | --- | --------- |
| Club Brugge    | 4–0          | PAOK       | 1–0 | 3–0       |
| Olympiacos     | 3–3 (3–2 p.) | Fenerbahçe | 3–2 | 0–1 (d.p) |
| Aston Villa    | 3–3 (4–3 p.) | Lille      | 2–1 | 1–2 (d.p) |
| Viktoria Plzeň | 0–2          | Fiorentina | 0–0 | 0–2       |

#### Meciuri
| Club Brugge   | 1–0    | PAOK |
| ------------- | ------ | ---- |
| - Vetlesen 6' | Raport |      |

| PAOK | 0–2    | Club Brugge       |
| ---- | ------ | ----------------- |
|      | Raport | - Jutglà 33', 45' |

Club Brugge câștigă cu 3–0 la general.
| Olympiacos                                   | 3–2    | Fenerbahçe                       |
| -------------------------------------------- | ------ | -------------------------------- |
| - Fortounis 8' - Jovetić 32' - Chiquinho 57' | Raport | - Tadić 68' (pen.) - Kahveci 74' |

| Fenerbahçe                                    | 1–0 (d.p.) | Olympiacos                                         |
| --------------------------------------------- | ---------- | -------------------------------------------------- |
| - Kahveci 11'                                 | Raport     |                                                    |
| - Tadić - Batshuayi - Ünder - Djiku - Bonucci | 2–3        | - El Kaabi - El-Arabi - Horta - Masouras - Rodinei |

3–3 la general. Olympiacos câștigă cu 3–2 la loviturile de departajare.
| Aston Villa                | 2–1    | Lille         |
| -------------------------- | ------ | ------------- |
| - Watkins 13' - McGinn 56' | Raport | - Diakité 84' |

| Lille                                        | 2–1 (d.p.) | Aston Villa                                          |
| -------------------------------------------- | ---------- | ---------------------------------------------------- |
| - Yazıcı 15' - André 68'                     | Raport     | - Cash 87'                                           |
| - Bentaleb - David - Gomes - Cabella - André | 3–4        | - Tielemans - Watkins - Cash - Bailey - Douglas Luiz |

3–3 la general. Aston Villa câștigă cu 4–3 la loviturile de departajare.
| Viktoria Plzeň | 0–0    | Fiorentina |
| -------------- | ------ | ---------- |
|                | Raport |            |

| Fiorentina                    | 2–0 (d.p.) | Viktoria Plzeň |
| ----------------------------- | ---------- | -------------- |
| - González 92' - Biraghi 108' | Raport     |                |

Fiorentina câștigă cu 2–0 la general.

### Semifinale
Tragerea la sorți pentru semifinale a avut loc pe 15 martie 2024, ora 14:00 CET, după extragerea sfertului de finală.

#### Rezumat
Prima manșă s-a disputat pe 2 mai, iar manșa secundă pe 8 și 9 mai 2024.
| Echipa 1    | Scor gen. | Echipa 2    | Tur | Retur |
| ----------- | --------- | ----------- | --- | ----- |
| Aston Villa | 2–6       | Olympiacos  | 2–4 | 0–2   |
| Fiorentina  | 4–3       | Club Brugge | 3–2 | 1–1   |

#### Meciuri
| Aston Villa                 | 2–4    | Olympiacos                                  |
| --------------------------- | ------ | ------------------------------------------- |
| - Watkins 45+1' - Diaby 52' | Raport | - El Kaabi 16', 29', 56' (pen.) - Hezze 67' |

| Olympiacos          | 2–0    | Aston Villa |
| ------------------- | ------ | ----------- |
| - El Kaabi 10', 78' | Raport |             |

Olympiacos câștigă cu 6–2 la general.
| Fiorentina                              | 3–2    | Club Brugge                       |
| --------------------------------------- | ------ | --------------------------------- |
| - Sottil 5' - Belotti 37' - Nzola 90+1' | Raport | - Vanaken 17' (pen.) - Thiago 63' |

| Club Brugge   | 1–1    | Fiorentina           |
| ------------- | ------ | -------------------- |
| - Vanaken 20' | Raport | - Beltrán 85' (pen.) |

Fiorentina câștigă cu 4–3 la general.

## Finala
Finala s-a disputat pe 29 mai 2024 pe Stadionul Agia Sofia din Atena, Grecia. Pe 15 martie 2024, după tragerile la sorți din sferturile de finală și semifinalele, a avut loc o tragere la sorți pentru a determina echipa „de acasă” în scopuri administrative.
| Olympiacos      | 1–0 (d.p.) | Fiorentina |
| --------------- | ---------- | ---------- |
| - El Kaabi 116' | Raport     |            |

| Omul meciului: Ayoub El Kaabi (Olympiacos) Arbitrii asistenți: Paulo Soares (Portugalia) Pedro Ribeiro (Portugalia) Al patrulea oficial: Glenn Nyberg (Suedia) Arbitru asistent de rezervă: Mahbod Beigi (Suedia) Arbitru asistent video (VAR): Tiago Martins (Portugalia) Asistent VAR: Christian Dingert (Germania) Asistent suport VAR: Marco Fritz (Germania) | Regulile meciului - 90 de minute - 30 de minute de prelungiri dacă este necesar - Lovituri de departajare dacă scorul rămâne același - 12 jucători de rezervă - Maximum cinci schimbări, cu o a șasea în prelungiri |